# 哈希姆·胡赛尼·布什尔里
赛义德·哈希姆·胡赛尼·布什尔里（波斯語：سید هاشم حسینی بوشهری，1956年—）  伊朗十二伊玛目派学者，  ，出生于布什尔省代耶尔港。布什尔里在专家会议中代表布什尔省，还暂时担任库姆主麻日的伊玛目。 

## 生平
赛义德·哈希姆·胡赛尼·布什尔里出生于布什尔省代耶尔港附近的Bordekhun，其父是农民及宗教学者，其母是一名什叶派宗教学者的女儿。小学毕业后，布什尔里先前往Hawzah，后又前往库姆神学院接受神学教育。